# Grönländische Fußballmeisterschaft 2006
Die Grönländische Fußballmeisterschaft 2006 war die 44. Spielzeit der Grönländischen Fußballmeisterschaft.
Meister wurde zum neunten Mal N-48 Ilulissat, womit der Verein wieder alleiniger grönländischer Rekordmeister wurde.

## Teilnehmer
Von folgenden Mannschaften ist die Teilnahme bekannt. Teilnehmer der Schlussrunde sind fett.
- K'ingmeĸ-45 Upernavik
- Eqaluk-56 Ikerasak
- FC Malamuk Uummannaq
- UB-68 Uummannaq
- Ukaleq-55 Qaarsut
- G-44 Qeqertarsuaq
- N-48 Ilulissat
- SAK Sisimiut
- B-67 Nuuk
- N-85 Narsaq
- K-33 Qaqortoq
- ATA Tasiilaq

## Modus
In diesem Jahr ist nur eine der Gruppen der Qualifikationsphase überliefert, von denen sich der Gruppensieger für die Schlussrunde qualifizierte. Diese wurde wie üblich in zwei Vierergruppen ausgetragen, wonach eine K.-o.-Phase folgte.

## Ergebnisse

### Qualifikationsrunde
| Pl. | Verein                | Sp. | S | U | N | Tore    | Diff. | Punkte |
| --- | --------------------- | --- | - | - | - | ------- | ----- | ------ |
| 1.  | FC Malamuk Uummannaq  | 4   | 3 | 1 | 0 | 015:500 | +10   | 10     |
| 3.  | UB-68 Uummannaq       | 4   | 2 | 1 | 1 | 015:500 | +10   | 07     |
| 4.  | Eqaluk-56 Ikerasak    | 4   | 2 | 1 | 1 | 014:800 | +6    | 07     |
| 5.  | K'ingmeĸ-45 Upernavik | 4   | 1 | 1 | 2 | 005:900 | −4    | 04     |
| 6.  | Ukaleq-55 Qaarsut     | 4   | 0 | 0 | 4 | 003:250 | −22   | 0      |

| Datum         |                       | Ergebnis |                      |
| ------------- | --------------------- | -------- | -------------------- |
| 12. Juli 2006 | K'ingmeĸ-45 Upernavik | 1:1      | UB-68 Uummannaq      |
| 12. Juli 2006 | Eqaluk-56 Ikerasak    | 2:2      | FC Malamuk Uummannaq |
| 13. Juli 2006 | K'ingmeĸ-45 Upernavik | 3:1      | Ukaleq-55 Qaarsut    |
| 13. Juli 2006 | UB-68 Uummannaq       | 0:2      | FC Malamuk Uummannaq |
| 14. Juli 2006 | Eqaluk-56 Ikerasak    | 6:0      | Ukaleq-55 Qaarsut    |
| 14. Juli 2006 | K'ingmeĸ-45 Upernavik | 1:3      | FC Malamuk Uummannaq |
| 15. Juli 2006 | UB-68 Uummannaq       | 6:2      | Eqaluk-56 Ikerasak   |
| 15. Juli 2006 | FC Malamuk Uummannaq  | 8:2      | Ukaleq-55 Qaarsut    |
| 16. Juli 2006 | K'ingmeĸ-45 Upernavik | 0:4      | Eqaluk-56 Ikerasak   |
| 16. Juli 2006 | UB-68 Uummannaq       | 8:0      | Ukaleq-55 Qaarsut    |

### Schlussrunde

#### Vorrunde
Gruppe A
| Pl. | Verein            | Sp. | S | U | N | Tore    | Diff. | Punkte |
| --- | ----------------- | --- | - | - | - | ------- | ----- | ------ |
| 1.  | B-67 Nuuk         | 3   | 2 | 1 | 0 | 008:100 | +7    | 07     |
| 2.  | N-48 Ilulissat    | 3   | 1 | 1 | 1 | 003:700 | −4    | 04     |
| 3.  | G-44 Qeqertarsuaq | 3   | 0 | 2 | 1 | 002:300 | −1    | 02     |
| 4.  | SAK Sisimiut      | 3   | 0 | 2 | 1 | 003:500 | −2    | 02     |

| Datum          |                   | Ergebnis |                   | Ort      |
| -------------- | ----------------- | -------- | ----------------- | -------- |
| 7. August 2006 | G-44 Qeqertarsuaq | 1:1      | SAK Sisimiut      | Sisimiut |
| 7. August 2006 | B-67 Nuuk         | 5:0      | N-48 Ilulissat    | Sisimiut |
| 8. August 2006 | B-67 Nuuk         | 0:0      | G-44 Qeqertarsuaq | Sisimiut |
| 8. August 2006 | N-48 Ilulissat    | 1:1      | SAK Sisimiut      | Sisimiut |
| 9. August 2006 | N-48 Ilulissat    | 2:1      | G-44 Qeqertarsuaq | Sisimiut |
| 9. August 2006 | B-67 Nuuk         | 3:1      | SAK Sisimiut      | Sisimiut |

Gruppe B
| Pl. | Verein               | Sp. | S | U | N | Tore    | Diff. | Punkte |
| --- | -------------------- | --- | - | - | - | ------- | ----- | ------ |
| 1.  | ATA Tasiilaq         | 3   | 3 | 0 | 0 | 014:600 | +8    | 09     |
| 2.  | N-85 Narsaq          | 3   | 1 | 1 | 1 | 009:110 | −2    | 04     |
| 3.  | K-33 Qaqortoq        | 3   | 1 | 0 | 2 | 006:800 | −2    | 03     |
| 4.  | FC Malamuk Uummannaq | 3   | 0 | 1 | 2 | 003:700 | −4    | 01     |

| Datum          |                      | Ergebnis |                      | Ort      |
| -------------- | -------------------- | -------- | -------------------- | -------- |
| 7. August 2006 | FC Malamuk Uummannaq | 1:1      | N-85 Narsaq          | Sisimiut |
| 7. August 2006 | ATA Tasiilaq         | 3:1      | K-33 Qaqortoq        | Sisimiut |
| 8. August 2006 | N-85 Narsaq          | 4:2      | K-33 Qaqortoq        | Sisimiut |
| 8. August 2006 | ATA Tasiilaq         | 3:1      | FC Malamuk Uummannaq | Sisimiut |
| 9. August 2006 | ATA Tasiilaq         | 8:4      | N-85 Narsaq          | Sisimiut |
| 9. August 2006 | K-33 Qaqortoq        | 3:1      | FC Malamuk Uummannaq | Sisimiut |

#### Platzierungsspiele
Halbfinale
| Datum           |                   | Ergebnis  |                      | Ort      |
| --------------- | ----------------- | --------- | -------------------- | -------- |
| 10. August 2006 | G-44 Qeqertarsuaq | 3:1 n. V. | FC Malamuk Uummannaq | Sisimiut |
| 10. August 2006 | K-33 Qaqortoq     | 3:1       | SAK Sisimiut         | Sisimiut |
| 11. August 2006 | N-48 Ilulissat    | 2:1       | ATA Tasiilaq         | Sisimiut |
| 11. August 2006 | N-85 Narsaq       | 5:4       | B-67 Nuuk            | Sisimiut |

Spiel um Platz 7
| Datum           |              | Ergebnis |                      | Ort      |
| --------------- | ------------ | -------- | -------------------- | -------- |
| 11. August 2006 | SAK Sisimiut | 4:1      | FC Malamuk Uummannaq | Sisimiut |

Spiel um Platz 5
| Datum           |                   | Ergebnis |               | Ort      |
| --------------- | ----------------- | -------- | ------------- | -------- |
| 11. August 2006 | G-44 Qeqertarsuaq | 3:2      | K-33 Qaqortoq | Sisimiut |

Spiel um Platz 3
| Datum           |              | Ergebnis  |           | Ort      |
| --------------- | ------------ | --------- | --------- | -------- |
| 12. August 2006 | ATA Tasiilaq | 2:3 n. V. | B-67 Nuuk | Sisimiut |

Finale
| Datum           |                | Ergebnis |             | Ort      |
| --------------- | -------------- | -------- | ----------- | -------- |
| 12. August 2006 | N-48 Ilulissat | 4:2      | N-85 Narsaq | Sisimiut |